# Meistriliiga 2019
La Meistriliiga 2019, nota come A. Le Coq Premium Liiga 2019 per ragioni di sponsorizzazione, è stata la 29ª edizione della massima serie del campionato estone di calcio. Il campionato si è disputato tra l'8 marzo e il 9 novembre 2019 ed è stato vinto dal Flora Tallinn per la dodicesima volta nella sua storia.

## Stagione

### Novità
Dalla Meistriliiga 2018 è stato retrocesso il Vaprus Pärnu, classificatosi all'ultimo posto, mentre dall'Esiliiga 2018 è stato promosso il Maardu, primo classificato. Il Kuressaare ha vinto lo spareggio promozione-retrocessione contro l'Elva, quarto classificato in Esiliiga, mantenendo così il posto in Meistriliiga.

### Formula
Le 10 squadre partecipanti si affrontano in un doppio girone di andata e ritorno, per un totale di 36 giornate. La squadra campione di Estonia ha diritto a partecipare alla UEFA Champions League 2020-2021 partendo dal primo turno preliminare. Le squadre classificate al secondo e terzo posto sono ammesse alla UEFA Europa League 2020-2021 partendo dal primo turno preliminare, assieme alla squadra vincitrice della coppa nazionale. L'ultima classificata retrocede direttamente in Esiliiga, mentre la penultima disputa uno spareggio contro la seconda classificata della Esiliiga per la permanenza in Meistriliiga.

### Avvenimenti
Il Flora Tallinn ha vinto il campionato alla terzultima giornata, grazie alla vittoria contro il Paide (1-0) che ha portato a 7 punti il vantaggio sul Levadia Tallinn e a 8 punti sul Kalju Nõmme, vincenti nella stessa giornata rispettivamente contro il Maardu (1-4) e il Kuressaare (0-1). All'ultima giornata il Levadia si assicura il secondo posto, per il quinto anno consecutivo.

## Squadre partecipanti
| Club             | Stagione | Città      | Stadio                   | Stagione precedente      |
| ---------------- | -------- | ---------- | ------------------------ | ------------------------ |
| Flora Tallinn    | dettagli | Tallinn    | A. Le Coq Arena          | 3º posto in Meistriliiga |
| Kalev Tallinn    |          | Tallinn    | Kalevi Keskstaadion      | 8º posto in Meistriliiga |
| Kalju Nõmme      | dettagli | Tallinn    | Hiiu Staadion            | Campione d'Estonia       |
| Kuressaare       |          | Kuressaare | Kuressaare Linnastaadion | 9º posto in Meistriliiga |
| Levadia Tallinn  | dettagli | Tallinn    | Kadriorg Stadium         | 2º posto in Meistriliiga |
| Maardu           |          | Maardu     | Maardu Linnastaadion     | 1º posto in Esiliiga     |
| Paide            |          | Paide      | Paide Linnastaadion      | 5º posto in Meistriliiga |
| Tammeka Tartu    |          | Tartu      | Tamme Staadion           | 6º posto in Meistriliiga |
| Trans Narva      |          | Narva      | Kreenholmi Staadion      | 4º posto in Meistriliiga |
| Tulevik Viljandi |          | Viljandi   | Viljandi Linnastaadion   | 7º posto in Meistriliiga |

## Classifica finale
|  | Pos. | Squadra          | Pt | G  | V  | N  | P  | GF  | GS  | DR  |
|  | ---- | ---------------- | -- | -- | -- | -- | -- | --- | --- | --- |
|  | 1.   | Flora Tallinn    | 90 | 36 | 29 | 3  | 4  | 110 | 21  | +89 |
|  | 2.   | Levadia Tallinn  | 78 | 36 | 24 | 6  | 6  | 98  | 32  | +66 |
|  | 3.   | Kalju Nõmme      | 77 | 36 | 22 | 11 | 3  | 79  | 34  | +45 |
|  | 4.   | Paide            | 74 | 36 | 23 | 5  | 8  | 78  | 30  | +48 |
|  | 5.   | Tammeka Tartu    | 49 | 36 | 14 | 7  | 15 | 57  | 62  | -5  |
|  | 6.   | Trans Narva      | 48 | 36 | 13 | 9  | 14 | 57  | 49  | +8  |
|  | 7.   | Tulevik Viljandi | 28 | 36 | 7  | 7  | 22 | 35  | 75  | -40 |
|  | 8.   | Kalev Tallinn    | 24 | 36 | 6  | 6  | 24 | 29  | 89  | -60 |
|  | 9.   | Kuressaare       | 23 | 36 | 6  | 5  | 25 | 24  | 87  | -63 |
|  | 10.  | Maardu           | 17 | 36 | 4  | 5  | 27 | 30  | 118 | -88 |

Legenda:
      Campione d'Estonia  e ammessa alla UEFA Champions League 2020-2021
      Ammesse alla UEFA Europa League 2020-2021
 Ammessa allo spareggio promozione-retrocessione
      Retrocessa in Esiliiga 2020
Note:
Tre punti a vittoria, uno a pareggio, zero a sconfitta.
La classifica viene stilata secondo i seguenti criteri:
- Punti conquistati
- Spareggio (solo per decidere la squadra campione)
- Meno partite perse a tavolino
- Partite vinte
- Punti conquistati negli scontri diretti
- Differenza reti negli scontri diretti
- Differenza reti generale
- Reti totali realizzate
- Fair-play ranking

## Risultati

### Partite (1-18)
|                  | Flo  | Kal  | Klj  | Kur  | Lev  | Maa  | Pai  | Tam  | Tra  | Tul  |
| ---------------- | ---- | ---- | ---- | ---- | ---- | ---- | ---- | ---- | ---- | ---- |
| Flora Tallinn    | –––– | 6-0  | 0-1  | 5-0  | 1-3  | 6-0  | 4-1  | 4-1  | 2-2  | 2-0  |
| Kalev Tallinn    | 0-2  | –––– | 0-1  | 3-0  | 1-6  | 2-0  | 0-3  | 0-4  | 0-4  | 0-2  |
| Kalju Nõmme      | 0-3  | 2-2  | –––– | 3-2  | 2-1  | 6-0  | 0-2  | 2-0  | 3-2  | 2-1  |
| Kuressaare       | 0-4  | 2-0  | 0-0  | –––– | 0-1  | 1-0  | 0-1  | 1-1  | 1-1  | 1-0  |
| Levadia Tallinn  | 1-2  | 5-1  | 0-0  | 5-0  | –––– | 8-0  | 1-1  | 7-0  | 2-0  | 5-2  |
| Maardu           | 3-8  | 0-0  | 0-5  | 1-0  | 1-6  | –––– | 1-4  | 2-1  | 0-1  | 0-0  |
| Paide            | 0-1  | 2-0  | 0-2  | 7-0  | 0-2  | 2-0  | –––– | 2-1  | 0-0  | 6-0  |
| Tammeka          | 0-2  | 2-0  | 0-0  | 1-1  | 1-2  | 2-2  | 0-3  | –––– | 1-2  | 0-1  |
| Trans Narva      | 0-1  | 2-2  | 0-0  | 0-0  | 1-2  | 5-1  | 0-1  | 2-5  | –––– | 0-1  |
| Tulevik Viljandi | 1-3  | 1-2  | 2-3  | 1-2  | 0-3  | 2-0  | 2-2  | 0-4  | 1-1  | –––– |

### Partite (19-36)
|                  | Flo  | Kal  | Klj  | Kur  | Lev  | Maa  | Pai  | Tam  | Tra  | Tul  |
| ---------------- | ---- | ---- | ---- | ---- | ---- | ---- | ---- | ---- | ---- | ---- |
| Flora Tallinn    | –––– | 5-0  | 1-1  | 7-0  | 2-1  | 3-0  | 1-0  | 0-1  | 1-0  | 3-0  |
| Kalev Tallinn    | 0-2  | –––– | 2-3  | 2-1  | 0-1  | 1-4  | 0-2  | 1-2  | 0-3  | 3-0  |
| Kalju Nõmme      | 2-1  | 6-0  | –––– | 7-2  | 2-1  | 4-0  | 1-1  | 2-3  | 2-2  | 2-2  |
| Kuressaare       | 0-3  | 0-1  | 0-3  | –––– | 0-3  | 1-0  | 0-3  | 0-1  | 0-1  | 4-1  |
| Levadia Tallinn  | 1-2  | 7-0  | 1-1  | 2-1  | –––– | 3-1  | 3-2  | 1-1  | 1-0  | 1-1  |
| Maardu           | 0-12 | 2-2  | 1-4  | 2-1  | 1-4  | –––– | 2-4  | 0-1  | 1-3  | 2-2  |
| Paide            | 1-1  | 2-1  | 0-1  | 6-1  | 3-1  | 5-0  | –––– | 2-0  | 1-0  | 4-0  |
| Tammeka          | 1-6  | 2-2  | 1-2  | 4-0  | 1-1  | 2-0  | 3-2  | –––– | 6-4  | 1-3  |
| Trans Narva      | 0-1  | 2-0  | 1-1  | 4-2  | 1-3  | 5-2  | 0-1  | 3-2  | –––– | 3-2  |
| Tulevik Viljandi | 0-3  | 1-1  | 0-3  | 3-0  | 0-3  | 2-1  | 1-2  | 0-1  | 0-2  | –––– |

## Spareggio promozione/retrocessione
|              | Risultati |              | Luogo e data                 |
| ------------ | --------- | ------------ | ---------------------------- |
| Vaprus Pärnu | 1 - 4     | Kuressaare   | Pärnu, 16 novembre 2019      |
| Kuressaare   | 1 - 2     | Vaprus Pärnu | Kuressaare, 23 novembre 2019 |
|              |           |              |                              |

## Statistiche

### Capoliste solitarie
|    | —— | —— | —— | —— | —— | —— | ——    | ——    | ——    | ——    | ——    | ——    | ——    | ——    | ——    | ——    | ——    | ——    | ——    | ——    | ——      | ——      | ——      | ——    | ——    | ——  | ——    | ——    | ——    | ——    | ——    | ——    | ——    | ——    | ——    | —— |  |
|    |    |    |    |    |    |    | Flora | Flora | Flora | Flora | Flora | Flora | Flora | Flora | Flora | Flora | Flora | Flora | Flora | Flora | Levadia | Levadia | Levadia | Flora | Flora |     | Flora | Flora | Flora | Flora | Flora | Flora | Flora | Flora | Flora |    |  |
|    |    |    |    |    |    |    |       |       |       |       |       |       |       |       |       |       |       |       |       |       |         |         |         |       |       |     |       |       |       |       |       |       |       |       |       |    |  |
|    |    |    |    |    |    |    |       |       |       |       |       |       |       |       |       |       |       |       |       |       |         |         |         |       |       |     |       |       |       |       |       |       |       |       |       |    |  |
| 1ª | 2ª | 3ª | 4ª | 5ª | 6ª | 7ª | 8ª    | 9ª    | 10ª   | 11ª   | 12ª   | 13ª   | 14ª   | 15ª   | 16ª   | 17ª   | 18ª   | 19ª   | 20ª   | 21ª   | 22ª     | 23ª     | 24ª     | 25ª   | 26ª   | 27ª | 28ª   | 29ª   | 30ª   | 31ª   | 32ª   | 33ª   | 34ª   | 35ª   | 36ª   |    |  |

### Classifica marcatori
| Gol | Rigori |  | Giocatore            | Squadra          |
| --- | ------ |  | -------------------- | ---------------- |
| 31  | 7      |  | Erik Sorga           | Flora Tallinn    |
| 13  |        |  | Alassana Jatta       | Paide            |
| 13  | 2      |  | Eric McWoods         | Trans Narva      |
| 13  | 2      |  | Kaimar Saag          | Tulevik Viljandi |
| 13  | 1      |  | Nikita Andreev       | Levadia Tallinn  |
| 12  |        |  | Herol Riiberg        | Flora Tallinn    |
| 12  | 2      |  | Konstantin Vassiljev | Flora Tallinn    |
| 11  |        |  | João Morelli         | Levadia Tallinn  |
| 11  |        |  | Mark Oliver Roosnupp | Levadia Tallinn  |
| 11  |        |  | Sten Reinkort        | Tammeka Tartu    |
| 11  |        |  | Yann Michael Yao     | Paide            |
| 10  | 7      |  | Jevhen Budnik        | Levadia Tallinn  |